# Ludwig Hoffmann
 (juillet 2025).
Si vous disposez d'ouvrages ou d'articles de référence ou si vous connaissez des sites web de qualité traitant du thème abordé ici, merci de compléter l'article en donnant les références utiles à sa vérifiabilité et en les liant à la section « Notes et références ».
Pour les articles homonymes, voir Hoffmann.
Ludwig Hoffmann (Berlin, 11 juin 1925 – Munich, 1999) est un pianiste et pédagogue allemand.

## Biographie
Ludwig Hoffmann reçoit sa formation artistique auprès de Bruno Hinze-Reinhold, Paul Weingarten, Richard Rössler et Hans-Otto Schmidt-Neuhaus. Il poursuit sa formation par des classes de maître, entre autres avec Marguerite Long et Arturo Benedetti Michelangeli. En 1947, il remporte le prix Liszt de Weimar, et remporte d'autres prix les années suivantes. En 1954, il commence à travers le monde, une intense activité de concertiste. Il effectue de nombreux enregistrements pour différentes stations de radio qui attendent encore leur redécouverte. Au disque son legs est insuffisamment documenté, car bien qu'au début de sa carrière il enregistre pour Telefunken, il n'a jamais été sous contrat de façon permanente avec aucun des grands labels. 
Il a formé régulièrement un duo avec la pianiste Ingrid Haebler, avec qui il a enregistré Mozart et Schubert. Il gravé mené à côté d'ouvrages de référence moins joué des Morceaux des Compositeurs modernes. Être Liszt Jeu de Référence à suivre, et aujourd'hui encore digne d'être écouté. 
De 1970 à 1991, il est professeur à l'Hochschule für Musik de Munich, dont le successeur est Margarita Höhenrieder. Il est parallèlement  membre du jury de plusieurs dizaines de prestigieux concours internationaux, notamment le concours Chopin à Varsovie, le concours Liszt, à Budapest mais également ceux de Saint-Pétersbourg, Montréal, Sydney, Bolzano et Genève. En outre, il dirige des classes de maître dans le Maryland, à Munich, à Rotterdam et à Weimar. Ludwig Hoffmann est pendant de longues années membre de la European Piano Teacher Association (EPTA) et ce, comme sont concurrent Karl-Heinz Kämmerling, tous deux membres fondateurs.
Il est le frère du jazzman Ingfried Hoffmann.

## Sources
- Meisterkurse Klavier. sur pianoforte.at
- Ullstein Lexikon der Musik. 9. Auflage. Frankfurt a.M./ Berlin/ Wien 1979,  (ISBN 3-550-06012-2).